# El patio de la morocha
El patio de la morocha, que también fue exhibida como Arriba el telón es una película de Argentina en blanco y negro dirigida por Manuel Romero según su propio guion escrito sobre el tango homónimo de Mariano Mores y Cátulo Castillo que se estrenó el 14 de agosto de 1951 y que tuvo como protagonistas a Virginia Luque, Juan Carlos Mareco, Severo Fernández y Dorita Vernet. Colaboró en la coreografía Adelco Lanza.

## Sinopsis
La nieta del sereno de un teatro que se va a demoler tiene el sueño de ser una cancionista de éxito como su madre y el hijo del dueño del teatro lo hace posible.

## Reparto
- Virginia Luque
- Juan Carlos Mareco
- Severo Fernández
- Dorita Vernet
- Juan José Porta
- Mario Faig
- Antonio Provitilo
- Jovita Luna
- Sofía Bozán …Ella misma
- León Zárate
- Francisco Audenino
- Pedro Pompillo
- Vicente Forastieri
- Orestes Soriani
- Noemí Laserre
- Alba Regina

## Comentarios
El semanario Marcha de Montevideo opinó:

"La machacona insistencia con que los propios personajes se toman a sí mismos por la cosa evocada...esa es toda la contribución al tema del director y argumentista Manuel Romero".

Por su parte Manrupe y Portela escriben sobre el filme:

"Canciones de antaño y el título emblemático de Virginia Luque en este Romero discreto de los últimos tiempos."